# Frans Maassen
Frans Maassen é um antigo ciclista neerlandês, nascido a 27 de janeiro de 1965 em Haelen.  Foi profissional de 1987 a 1995 e seus maiores sucessos foram a vitória de etapa que conseguiu no Tour de France de 1990 e a Amstel Gold Race em 1991.
Na actualidade é director desportivo da equipa neerlandêsa Team LottoNL-Jumbo

## Palmarés
| - 1985 (como amador) - 1 etapa do Tríptico das Ardenas - 1986 (como amador) - Liège-Bastogne-Liège sub-23 - 2 etapas da Volta a Liège - 2 etapas da Volta à Baixa Saxónia - 1 etapa do Grande Prêmio François-Faber - 1987 - 1 etapa da Volta à Dinamarca - Omloop Mandel-Leie-Schelde - 1988 - Volta à Bélgica, mais 2 etapas - 1 etapa do Volta à Romandia - 1 etapa da Dauphiné Libéré - 1 etapa da Volta à Comunidade Valenciana - 1 etapa da Estrela de Bessèges - Classificação dos esprints intermediários do Tour de France - Grand Prix da Libération - 1989 - Campeonato dos Países Baixos em Estrada - Wincanton Classic - 1 etapa da Volta à Bélgica - 1990 - Volta à Bélgica, mais 2 etapas - Estrela de Bessèges, mais 1 etapa - 1 etapa do Tour de France - Grande Prêmio de Fourmies - Grande Prêmio Eddy Merckx - Flecha Brabanzona - 2 etapas da Volta a Suécia | - 1991 - Amstel Gold Race - Volta aos Países Baixos, mais 1 etapa - 2 etapas dos Quatro Dias de Dunquerque - 1 etapa da Volta à Comunidade Valenciana - Grand Prix da Libération - 1992 - Três Dias de Bruges–De Panne - 2 etapa do Tour do Luxemburgo - 1 etapa do Grande Prêmio de Midi Livre - 1 etapa dos Quatro Dias de Dunquerque - 1993 - Grand Prix Jef Scherens - 1 etapa da Grande Prêmio de Midi Livre - 1 etapa da Volta à Andaluzia - 3.º no Campeonato dos Países Baixos em Estrada - 1994 - Tour do Luxemburgo, mais 1 etapa - 1 etapa dos Três Dias de Bruges–De Panne - 1995 - 2.º no Campeonato dos Países Baixos Contrarrelógio |

## Resultados em Grandes Voltas e Campeonato do Mundo
Durante sua corrida desportiva tem conseguido os seguintes postos nas Grandes Voltas e nos Campeonatos do Mundo em estrada:
| Corrida            | 1987 | 1988 | 1989 | 1990 | 1991 | 1992 | 1993 | 1994 | 1995 |
| ------------------ | ---- | ---- | ---- | ---- | ---- | ---- | ---- | ---- | ---- |
| Giro d'Italia      | -    | -    | -    | -    | -    | -    | -    | -    | -    |
| Tour de France     | -    | 126° | 103° | 64°  | 129° | 91°  | 106° | Ab.  | 97°  |
| Volta a Espanha    | -    | -    | -    | -    | -    | -    | -    | -    | -    |
| Mundial em Estrada | -    | -    | -    | -    | 36.º | -    | 10.º | -    | -    |

-: não participa